# Boubou Hallberg
Boubou Hallberg, född 1967, är en svensk barnläkare och sjukhusdirektör för Sahlgrenska Universitetssjukhuset.
Boubou Hallberg är barnläkare och specialist i neonatalogi. Han har varit verksamhetschef och överläkare på Karolinska universitetssjukhuset, samt sjukhusdirektör och vice vd i Förenade arabemiraten för sjukvårdskoncernen GHP International. Under perioden januari 2021–augusti 2023 var han sjukhusdirektör för Södra Älvsborgs sjukhus. Den 14 augusti 2023 tillträdde han tjänsten som sjukhusdirektör för Sahlgrenska Universitetssjukhuset. Förnamnet, som uttalas Bobo, kommer från Etiopien, där hans pappa växte upp.